# Liste der Bodendenkmale in Bersenbrück
In der Liste der Bodendenkmale in Bersenbrück sind die Bodendenkmale der niedersächsischen Gemeinde Bersenbrück aufgeführt. Die Quelle ist der Denkmalatlas Niedersachsen.
- Bitte beachten Sie, dass diese Liste keinen Anspruch auf Vollständigkeit erhebt.
- Die Angaben ersetzen nicht die rechtsverbindliche Auskunft der zuständigen Denkmalschutzbehörde.
- Es sind nur Daten aus dem Denkmalatlas verarbeitet.
- Der Stand der Liste ist der 9. Mai 2025.

Bersenbrück im Landkreis Osnabrück

## Allgemein
In den Spalten finden sich folgende Informationen des Bodendenkmales:
| Lage         | geographische Koordinaten                                                           |
| Bezeichnung  | Bezeichnung lt. Denkmalatlas                                                        |
| Beschreibung | Beschreibung lt. Denkmalatlas                                                       |
| ID           | Objekt-ID                                                                           |
| Bild         | Bild, ggf. zusätzlich mit Link zu weiteren Fotos im Medienarchiv Wikimedia Commons. |

## Ahausen
| Lage                        | Bezeichnung           | Beschreibung | ID       | Bild |
| --------------------------- | --------------------- | --- | -------- | ---- |
| 52° 33′ 42″ N, 7° 53′ 31″ O | Ahausen 1, Grabhügel  | Durchmesser ca. 20 m und Höhe ca. 1,2 m. Fast rund. Südwestl. Rand durch Grenzwall angeschnitten.                                                                  | 28937349 | BW   |
| 52° 33′ 42″ N, 7° 53′ 34″ O | Ahausen 2, Grabhügel  | Durchmesser ca. 21 m und Höhe ca. 1,3 m. Rund. Rand schwach abgesetzt. Ausgeprägte Kuppenmulde. SO-Bereich durch Grenzwall bzw. Grenzgraben ca. 2 m angeschnitten. | 28937347 | BW   |
| 52° 33′ 50″ N, 7° 53′ 26″ O | Ahausen 32, Grabhügel | Durchmesser ca. 20 m und Höhe ca. 2,2 m, flache Gipfelmulde. | 28936270 | BW   |

## Bersenbrück
| Lage                        | Bezeichnung               | Beschreibung | ID       | Bild |
| --------------------------- | ------------------------- | --- | -------- | ---- |
| 52° 33′ 47″ N, 7° 56′ 54″ O | Bersenbrück 40, Stauteich | Rechteckiger, oberirdisch angelegter Teich, der von Erddämmen und begleitenden Gräben eingefasst wird. Gr. L. ca. 500 m; Br. ca. 330 m; H. des umgebenden Erddammes ca. 0,8 – 1 m, Sohl-Br. ca. 4 m, im O-Bereich 12 m; H. im O-Bereich ca. 1,5 m, zum Außengraben steil geböscht, zur Innenfläche flach auslaufend. Graben-Br. ca. 5 – 15 m. Grabentiefe bis 2 m. Auf der Krone des Erddammes ein Fußweg. Damm und Graben am besten im O-Bereich ausgeprägt und erhalten. Oberirdisch angelegter Teich, der zum Betrieb einer Wassermühle, zur Fischzucht, Wasserversorgung - und auch zur Wasserregulierung der Alten Hase diente. Älteste urkundliche Erwähnung 1384 „molenkampe“. Die zugehörige Wassermühle ist später vom Kloster Bersenbrück auf den jetzigen Platz der Feldmühle verlegt worden. Im Spätmittelalter vermutlich vom Kloster Bersenbrück bzw. von der Burg Hinnkamp aus angelegt. | 28937090 | BW   |

## Talge
| Lage                       | Bezeichnung        | Beschreibung | ID       | Bild |
| -------------------------- | ------------------ | --- | -------- | ---- |
| 52° 35′ 0″ N, 7° 58′ 20″ O | Talge 1, Grabhügel | Durchmesser ca. 20 m und Höhe ca. 1,3 m. Rund. Dm. und H. nur schlecht feststellbar, da der Rand nicht abgesetzt ist, sondern allmählich ausläuft und auf einer natürlichen Anhöhe liegt. In der Kuppe mehrere Mulden. | 28937351 | BW   |